# Mart (Texas)
Pour les articles homonymes, voir Mart.
La ville de Mart est située dans les comtés de Limestone et McLennan, dans l’État du Texas, aux États-Unis. Sa population s’élevait à 2 209 habitants lors du recensement des États-Unis de 2010, estimée à 1 944 habitants en 2018.

## Démographie
| Groupe            | Mart | Texas | États-Unis |
| ----------------- | ---- | ----- | ---------- |
| Blancs            | 64,6 | 70,4  | 72,4       |
| Afro-Américains   | 28,6 | 11,9  | 12,6       |
| Autres            | 4,4  | 10,6  | 6,4        |
| Métis             | 1,3  | 2,7   | 2,9        |
| Amérindiens       | 0,9  | 0,7   | 0,9        |
| Asiatiques        | 0,3  | 3,8   | 4,8        |
| Total             | 100  | 100   | 100        |
|                   |      |       |            |
| Latino-Américains | 12,8 | 37,6  | 16,7       |

Selon l’American Community Survey, pour la période 2011-2015, 91,16 % de la population âgée de plus de 5 ans déclare parler anglais à la maison, alors que 7,79 % déclare parler l’espagnol, 0,58 % l'allemand et 0,47 % une autre langue.

## Source
- (en) Cet article est partiellement ou en totalité issu de l’article de Wikipédia en anglais intitulé « Mart, Texas » (voir la liste des auteurs).

1. ↑  (en) « Population and Housing Unit Estimates » (consulté le 19 décembre 2019)
2. ↑  (en) « Census of Population and Housing », Census.gov (consulté le 4 juin 2015)
3. ↑  (en) « Mart, TX Population - Census 2010 and 2000 », sur censusviewer.com.
4. ↑  (en) « Population of Texas - Census 2010 and 2000 », sur censusviewer.com.
5. ↑  (en) « Language spoken at home by ability to speak English for the population 5 years and over », sur factfinder.census.gov.